# Свръхчовек
Свръхчовек (на немски: Übermensch) е термин, въведен от философа Фридрих Ницше в произведението „Тъй рече Заратустра“, за да обозначи същество, което трябва да изпревари в развитието си съвременния човек толкова, колкото последният е изпреварил човекоподобните маймуни. Свръхчовекът, бидейки, според хипотезата на Ницше, естествен етап от историята на човешкия вид, трябва да олицетворява фокуса на жизнените въздействия на живота. Свръхчовекът е радикален егоцентрик, който благославя живота в най-крайните му проявления, както и творец, чиято мощна воля задава вектора на историческото развитие. Свръхчовекът е радикално усъвършенстваният човек, надмогнал слабостите и преходността. За антипод на свръхчовека Ницше смята образа на т. нар. последен човек, който е уморен от живота, отхвърлящ риска и търсещ само комфорт и сигурност. В обществото на последните хора вече няма разграничение между владетеля и поданиците, силните и слабите, изключителните и посредствените. Социалните конфликти и проблеми са сведени до минимум. Всеки човек живее един и същи живот в привидна хармония, а на практика в конформизъм.